# Isole Gorbovy
Le isole Gorbovy (russo: Острова Горбовы) sono un gruppo di isole russe situate nel Mare di Barents che fanno parte dell'arcipelago della Novaja Zemlja. Amministrativamente fanno parte dell'Oblast' di Archangel'sk.

## Geografia
Le isole Gorbovy si trovano lungo la costa nord-occidentale dell'isola Severnyj. L'isola di Berch è la maggiore del gruppo, seguita dall'isola di Ličutin.
- Isola di Berch (Остров Берха).
- Isola di Ličutin (Остров Личутина), situata tra la costa di Severnyj e l'isola di Berch (75°53′26.77″N 59°11′39.61″E), da cui la separa lo stretto di Pachtusov (пролив Пахтусова). Delimitato dalla sua costa sud-ovest e dalla costa di Severnyj c'è il golfo Archangel'skaja (Архангельская губа). L'isola è lunga circa 7,2 km[1] e larga 5 km; il suo rilievo maggiore, monte Kulik (Кулик) 214 m[2], che si trova sulla costa nord-occidentale, è anche l'altezza massima di tutto il gruppo di isole. Al centro dell'isola c'è un lago, un altro si trova a sud-est e ci sono alcuni corsi d'acqua. La sua punta occidentale si chiama capo Nakat (мыс Накат), sulla sua punta settentrionale la mappa segnala la presenza di un'isba[2].
- Bol'šoj Zajačij (Большой Заячий, "isola grande della lepre"), piccola isola all'estremità orientale dello stretto di Pachtusov, tra le isole di Berch e Ličutin (75°55′18.43″N 59°16′11.52″E); ha una forma allungata con una lunghezza di circa 1,5 km[1].
- Malyj Zajačij (Малый Заячий, "piccola isola della lepre"), situata a nord-est dell'isola di Ličutin e a sud-est di Bol'šoj Zajačij (75°54′26.39″N 59°19′16.92″E), si trova a soli 300 m[1] dalla penisola Drovjanoj (полуостров Дровяной); è lunga circa 1,35 km[1].

## Isole adiacenti
- Isola di William (Остров Вильяма), a sud-ovest dell'isola di Berch (75°48′10.05″N 58°33′25.66″E); è alta 31 m[3].
- Scogli Brat'ja Zander (Камни Братья Зандер, "scogli dei fratelli Zander"), a est dell'isola di Berch (75°56′35.34″N 59°29′20.06″E).
- Isole Južnye Krestovye (Острова Южные Крестовые, "isole crociate meridionali"), 2 isole a nord-est.
- Isola Severnyj Krestovyj (Северный Крестовый, "croce settentrionale"), una stretta striscia di terra lunga circa 3,7 km[1] a nord (76°03′35.39″N 59°05′04.1″E).